# ラクダになるぞ
「ラクダになるぞ」は、フジテレビ系で放送されていたクイズバラエティ番組『クイズ!ヘキサゴンII』発のDVDシングル。歌は同番組発の企画ユニットであるラクダとカッパ。2008年5月21日にポニーキャニオンから発売された。
CDシングルではないが、『ヘキサゴンII』発（いわゆる“ヘキサゴンファミリー”）のものとして「恋のヘキサゴン」「羞恥心」に続く3作目の音楽作品である。2008年10月22日発売のアルバム『WE LOVE ヘキサゴン』に収録され、CD化となった。

## 解説
- ラクダとカッパはPabo・羞恥心と同様に、『ヘキサゴンII』の番組の中で島田紳助によってユニット結成とデビューが提案・発表された。ユニットの命名者も紳助である[1]。
  - ラクダはクリス松村。TBS系『世界バリバリ★バリュー』出演時から既に紳助から「ラクダみたい」と言われており、2007年12月の『ヘキサゴンII』初出演時から番組内で「ラクダ」と呼ばれるようになった。
  - カッパはアンガールズの山根良顕。ブレイク時から度々関根勤などに「カッパ」と呼ばれ、2007年頃から『ヘキサゴンII』で紳助にもそう呼ばれるようになった。このユニット発案よりずっと以前に、番組内で「（キャラクターを自分のものにするために）本当のカッパの資料を調べた」と、カッパの鳴き声を披露したことがある。
- 2008年3月26日放送分の『ヘキサゴンII 春の3時間スペシャル』の終盤で紳助がカシアス島田に扮して羞恥心の楽屋に乱入し、クリス松村の歌手デビューを発表する。後に「子供向けのラクダの歌を出す。『勉強しないとラクダになっちゃうよ』ていう（内容のもの）」「コンビ名は『ラクダとカッパ』」と発表され、同年4月30日放送分の『ヘキサゴンII ゴールデンウィーク2時間スペシャル』において楽曲が初披露された。
- 『ヘキサゴンII』以外の番組でも、ラクダを番組内で取り上げるときにBGMで使われることがある。

## 収録内容
1. ラクダになるぞ
  - 作詞：カシアス島田、作曲：高原兄、編曲：斎藤文護・岩室晶子
2. ラクダになるぞ　振り付け映像（マルチアングル）

「子供向けの歌」という当初の発表のように、子供に向けたメッセージを歌う内容になっている。DVDシングルの映像は、アニメと実写を織り交ぜた作品。
それぞれが着ぐるみやタイツでラクダとカッパに扮しており、松村曰く「営業などで歌うと子供たちに好評だが、いざ近づくと（その異様な風貌からか）泣き出してしまう」とのこと。振り付けは松村自身が「小さな子でも踊れる踊り」を想定して創作した。
当初は「2番（の歌詞のメインは）はカッパ」とされていたが違うものとなった。カッパはソロパートもなく、サビに「カッパ」と合いの手を入れることとセリフがあるだけでラクダに対してあまり目立たない。

## バックダンサー

### お台場ダンサーズ
『ヘキサゴンII』で歌を披露した2008年5月14日、21日、28日、6月4日の放送分は、解答者の中から活躍しなかった人物やチームの足を引っ張った3、4名がラクダとカッパの後ろで踊る「お台場ダンサーズ」として選ばれた。
- 2008年5月14日放送分

岩尾望（フットボールアワー）、柴田英嗣（アンタッチャブル）、つるの剛士
- 2008年5月21日放送分

海原はるか（海原はるか・かなた）、磯野貴理、野久保直樹、田中卓志（アンガールズ）
- 2008年5月28日放送分

原西孝幸（FUJIWARA）、松澤一之、中村仁美（フジテレビアナウンサー）
この放送分は山根が出演していなかったため、小島よしおが代わりにカッパを務めた。
- 2008年6月4日放送分

真琴つばさ、マーガリン（スザンヌの実妹）、田中卓志（アンガールズ）

### ヘキサゴンファミリーコンサート
「ヘキサゴンファミリーコンサート」では、コンサート出演者のなかで番組発ユニット未参加者や番組出演経験の少ない出演者が「ラクダ隊&カッパ隊」などと称してバックダンサーを務めた。
- ヘキサゴンファミリーコンサート2009

大沢あかね、さとう里香、辻希美、ダンディ坂野、元木大介、ラサール石井、山田親太朗、渡辺正行
- ヘキサゴンファミリーコンサート2010

南明奈、附田花香、まいける、山田親太朗、森公平（新選組リアン）、松岡卓弥
- ヘキサゴンファミリーコンサート2011

渡辺正行、ラサール石井、田中卓志（アンガールズ）、向井慧（パンサー）、冠徹弥、KENTA

## カバー
- 速水けんたろう - 『ベスト・セレクション こどものうた〜ラクダになるぞ/しりとりロックンロール〜』（日本クラウン、2008年9月10日発売）